# Flatholmen, Raseborg
Flatholmen är en ö i Finland. Den ligger i Skärgårdshavet och i kommunen Raseborg i den ekonomiska regionen  Raseborg i landskapet Nyland, i den sydvästra delen av landet. Ön ligger omkring 110 kilometer väster om Helsingfors.
Öns area är 6,5 hektar och dess största längd är 370 meter i sydöst-nordvästlig riktning. Ön höjer sig omkring 25 meter över havsytan. I omgivningarna runt Flatholmen växer i huvudsak barrskog.